# Frávega
Frávega  es una cadena de electrodomésticos de Argentina. Fue fundada en noviembre de 1910. 
La empresa inició sus actividades como cadena de artículos para el hogar pero fue migrando con el tiempo al mercado de la venta de electrodomésticos y artículos tecnológicos. En los últimos años ha incursionado en la fabricación de artículos informáticos desde su planta en Tierra del Fuego.

## La empresa
Cuenta con 109 sucursales en toda Argentina. La mayoría en la Ciudad de Buenos Aires y el Gran Buenos Aires.
En 2010, la empresa Frávega festejó sus 100 años con una millonaria campaña publicitaria que contó con Ana Pousa y Susana Giménez como principales estrellas. Susana Giménez y Marcelo Tinelli son dos de las figuras donde la marca está presente hace más de una década.
En los últimos tiempos se ha vuelto un referente también en el mercado crediticio con Frávega Cash una propuesta de entrega de efectivo en planes.
Sin descuidar cada una de las sucursales desplegadas a lo largo y ancho de Argentina, Frávega actualmente está posicionada como una de las empresas más importantes en cuanto a ventas en línea se refiere, ganando numerosos premios.